# Puffogó vipera
A puffogó vipera (Bitis arietans) a hüllők (Reptilia) osztályának pikkelyes hüllők (Squamata) rendjébe, ezen belül a viperafélék (Viperidae) családjába és a valódi viperák (Viperinae) alcsaládjába tartozó faj.

## Előfordulása
A puffogó vipera Afrikában nagyon elterjedt, és a 2000 méter tengerszint feletti magasságokat kivéve szinte mindenütt megtalálható: nemcsak az esőerdő belsejében, de helyenként a legszárazabb sivatagban is. Elterjedési területe az Arab-félszigetre is átnyúlik.

## Alfajai
Két alfaja ismert:
- puffogó vipera (Bitis arietans arietans) (Merrem, 1820) – Marokkó déli részétől délre egészen a Dél-afrikai Köztársaság déli részéig, valamint az Arab-félsziget délnyugati részén.
- szomáli puffogó vipera (Bitis arietans somalica) (Parker, 1949) – Szomáliában és Kenya északi részén.

## Megjelenése
A puffogó vipera hossza 70–90 centiméter. Teste tömzsi, viszonylag rövid és kövér, keresztmetszete háromszög alakú. Farkának vége egy kicsit lejjebb helyezkedik el. A hím kisebb, mint a nőstény. Bőre érdes-pikkelyes, színe jó álcát nyújt. Mintázata az állat élőhelyétől függ, általában azonban egész testét V-formájú sorminta fedi. A nőstény színezete ragyogóbb. Feje széles, lapos és lándzsa formájú. A kígyó feje jól láthatóan elkülönül a test többi részétől. Erős állkapocsizmán kívül itt helyezkednek el méregmirigyei is, valamint nagy szeme, amellyel kifürkészi zsákmányát. A méregfog egy éles, üres hengerszerű képződmény, amely a mérget juttatja az áldozat testébe. Nyugalmi állapotban méregfogát vissza tudja hajtani a szájüregében. A puffogó vipera 100–350 milligramm mérget termelhet.

## Életmódja
A puffogó vipera magányos, és túlnyomórészt éjjel aktív. Főleg különböző kisemlősöket, madarakat, kétéltűeket és hüllőket eszik. Fogságban legfeljebb 15 évig él.

## Szaporodása
Az ivarérettséget körülbelül kétéves korban éri el. A párzási időszak októbertől decemberig tart. A vemhesség körülbelül 5 hónapos, az utódok a nőstény testében fejlődnek ki és elevenen jönnek a világra. Számuk általában 20–30, de néha 50-nél is több. A kis kígyók születésükkor körülbelül 12,5–17,5 centiméter hosszúak.

## Rokonai
12 rokon fajjal, köztük a gaboni viperával együtt alkotja a puffogóviperák nemét (Bitis).